# محمدشریف سعیدی
محمدشریف سعیدی (متولد ۱۹۷۰، جاغوری) شاعر افغانستانی از مردمان هزاره مقیم سویدن است.
سعیدی در چهار سالگی پدرش را از دست داد. او در نوجوانی به تنهایی از افغانستان به پاکستان و سپس به ایران مهاجرت کرد. در سال ۱۳۶۶ وارد مدرسه ذوالفقار اصفهان شد و پس از چهار سال تحصیل به قم رفت. در آنجا ده سال به تحصیل زبان و ادبیات عربی و معارف اسلامی در مرکز جهانی علوم اسلامی، زبان انگلیسی در دانشگاه باقرالعلوم و علوم سیاسی در دانشگاه مفید پرداخت. وی در سال ۱۳۸۰ ایران را ترک کرد و در سویدن اقامت گزید. در سویدن ابتدا یادگیری زبان سوئدی را آغاز کرد و تحصیلات متوسطه و دبیرستان خود را از ابتدا ادامه داد. او بعداً مدرک روابط بین‌الملل را در دانشگاه گوتنبرگ و مدرک دیگری را در بخش شرق‌شناسی در زبان و ادبیات فارسی (فارسی، سوئدی، انگلیسی) از دانشگاه اوپسالا دریافت کرد.

## آثار
سعیدی شعر و داستان را از انگلیسی و سوئدی به فارسی ترجمه کرد. ترجمه‌های سعیدی در مجلات در دری، خط سوم، روایت و همچنین در وبلاگ و حساب فیسبوک سعیدی منتشر شده‌است. مجموعه داستان‌های ویلی کیرکلوند، نویسنده و فیلسوف سوئدی با ترجمه سعیدی آماده انتشار است.
مجموعه شعر سعیدی به شرح زیر منتشر شده‌است:
1. «وقتی کبوتر نیست»، قم، ۱۳۷۴.
2. «گزیده ادبیات معاصر»، شماره ۳۵، انتشارات نیستانان، ۱۳۸۱، شابک ‎۹۶۴−۶۸۸۲−۸۰−۳
3. «تبر و باغ گل سرخ» (۱ و ۲ شعر منتخب از شاعران معاصر)، انتشارات مرکز فرهنگی نویسندگان افغانستان.
4. «ماه هزار پره»، ۱۳۸۲، انتشارات عرفان، تهران.
5. «سفر آهوها» ۱۳۸۸، انتشارات تکا، تهران[۵]
6. «قفل‌های بزرگ» ۱۳۸۸، انتشارات عرفان، تهران.
7. «الف، لام، میم، دال»، ۲۰۱۲، انتشارات انجمن قلم افغانستان، کابل.
8. «زاغه سفید»، نشر تک، ۱۳۹۱، کابل.
9. «خواب عمودی»، ۲۰۱۴، نشر تک، کابل، شابک ‎۹۷۸−۹۹۳۶−۶۰۰−۳۵−۵
10. «آهسته رفتن چاقو» ۱۳۹۱، انتشارات عرفان، تهران، شابک ‎۹۷۸−۶۰۰−۶۵۸۰−۶۱−۶.
11. «هزاره بادام‌ها»، ۱۳۹۲، انتشارات انجمن شاعران ایران، تهران[۶]

### کتاب‌های درحال چاپ
- زر سنگ
- جای باران خالی
- تفنگ ارنست همینگوی
- حریق لاله (بررسی غزلیات واصف باختری)
- مجموعه داستان‌های کوتاه